# Geostiba paulexsecta
Geostiba paulexsecta – gatunek chrząszcza z rodziny kusakowatych i podrodziny Aleocharinae.
Gatunek ten opisany został w 2015 roku przez Volkera Assinga na podstawie okazów odłowionych w greckich gminach Anoja i Milopotamos w 2014 roku.
Chrząszcz o ciele długości od 2,2 do 2,8 mm, ubarwiony żółtawoczerwono do rudego z nieco ciemniejszą głową i żółtawymi odnóżami. Czułki są brązowe z dwoma początkowymi członami żółtawymi. U samca ósmy tergit odwłoka ma na tylnej krawędzi małe, płytkie wcięcie, a u samicy słabo zaznaczoną wklęsłość. Samiec ma edeagus o środkowym płacie długości około 0,27 mm i pozbawionym kolców w woreczku wewnętrznym. U samicy spermateka jest w umiarkowanym stopniu rozszerzona w części dystalnej.
Owad palearktyczny, endemiczny dla Krety. Spotykany w ściółce i w glebie na brzegach pól śnieżnych, na wysokości 1670–1730 m n.p.m.